# The Way You Are
"The Way You Are" er en sang skrevet af Remee og Chief 1 og fremført af gruppen Anti Social Media. Sangen vandt den 7. februar 2015 Dansk Melodi Grand Prix 2015 og repræsenterede Danmark ved Eurovision Song Contest 2015 i Wien.

## Baggrund
Sangen er skrevet i 2005, og havde derfor ligget i en skuffe i ti år, før det lykkedes Remee og Chief 1 at finde den rigtige sanger til sangen. Den blev skrevet ved at de to sangskrivere sad og jammede, hvorunder Remee sang teksten "It's just the way you are". Imidlertid har Remee været tæt på at droppe sangen flere gange, mens Chief 1 har presset på for at få den ud.
Udvælgelsen af sangeren skete via social medier. Remee havde bedt folk om at indspille en video med sangen og forsangeren Phillip sendte en udgave ind. Resten af bandet blev sammensat til lejligheden. Den endelige sang blev transponeret ikke mindre end seks toner op.

## Hitlister
| Hitliste (2015)                 | Højeste placering |
| ------------------------------- | ----------------- |
| Danmark (Track Top-40)          | 38                |
| Island (Islands Singlehitliste) | 55                |